# Anarta sodae
Anarta sodae is een vlinder uit de familie uilen (Noctuidae). De wetenschappelijke naam is voor het eerst geldig gepubliceerd in 1829 door Rambur.
De soort komt voor in Europa.